# Portugal na Guerra (revista)
Portugal na guerra : revista quinzenal ilustrada publicou-se entre Junho de 1917 e Janeiro de 1918, num total de 8 números. O tema central desta publicação, como sugere o título, é a participação de Portugal na I Guerra Mundial. O seu objetivo era: “documentar a intervenção militar dos portugueses na maior conflagração de que há memória na história da humanidade” e “manter elevado o espírito nacional, pelo exemplo glorioso dos seus”. A sua edição era feita em Paris, chegando a Portugal através de Vitor Melo e vendida ao preço de 30 centavos. Nesta produção colaboram: Augusto Pina, José de Freitas de Bragança, Mayer Garção, Alfredo de Mesquita, José Paulo Fernandes, Sousa Costa, e André Brun. O fotógrafo de serviço em campo foi Arnaldo Garcez.